# Massís de les Guilleries
Massís de les Guilleries är en bergskedja i Spanien. Den ligger i den östra delen av landet, 500 km öster om huvudstaden Madrid.